# Petite-Rosselle
Petite-Rosselle är en kommun i departementet Moselle i regionen Grand Est (tidigare regionen Lorraine) i nordöstra Frankrike. Kommunen ligger i kantonen Stiring-Wendel som tillhör arrondissementet Forbach. År 2022 hade Petite-Rosselle 6 176 invånare.

## Befolkningsutveckling
Antalet invånare i kommunen Petite-Rosselle
| Referens: INSEE |